# Anticarsia subsignata
Anticarsia subsignata är en fjärilsart som beskrevs av Walker 1858. Anticarsia subsignata ingår i släktet Anticarsia och familjen nattflyn. Inga underarter finns listade i Catalogue of Life.